# Perša Liha 2002-2003
La Perša Liha 2002-2003 è stata la 12ª edizione della seconda serie del campionato ucraino di calcio. La stagione è iniziata il 6 luglio 2002 ed è terminata il 21 giugno 2003.

## Stagione

### Novità
Al termine della passata stagione, sono saliti in Vyšča Liha Volyn', Čornomorec' e Obolon'. Sono retrocesse in Druha Liha Metalurh Nikopol', Dnipro-2 e Nyva Ternopil'. Sono salite dalla Druha Liha Krasyliv, Sokil Lviv, Systema-Boreks, Sumy e Arsenal Charkiv.
Dalla Vyšča Liha 2001-2002 è retrocesso il Zakarpattja.
Prima dell'inizio della stagione, il Sumy ha cambiato denominazione in Spartak Sumy.

### Formula
Le diciotto squadre si affrontano due volte, per un totale di trentaquattro giornate. Le prime due classificate vengono promosse in Vyšča Liha.
Le ultime tre classificate retrocedono in Druha Liha.

## Classifica finale
|  | Pos. | Squadra                      | Pt | G  | V  | N  | P  | GF | GS | DR  |
|  | ---- | ---------------------------- | -- | -- | -- | -- | -- | -- | -- | --- |
|  | 1.   | Zirka                        | 71 | 34 | 22 | 5  | 7  | 45 | 22 | +23 |
|  | 2.   | Borysfen                     | 66 | 34 | 19 | 9  | 6  | 44 | 16 | +28 |
|  | 3.   | Dinamo-2 Kiev                | 64 | 34 | 18 | 10 | 6  | 56 | 28 | +28 |
|  | 4.   | Naftovyk-Ukrnafta            | 54 | 34 | 15 | 9  | 10 | 37 | 26 | +11 |
|  | 5.   | Mykolaïv                     | 52 | 34 | 15 | 7  | 12 | 30 | 37 | -7  |
|  | 6.   | Stal' Alčevs'k               | 52 | 34 | 14 | 10 | 10 | 36 | 33 | +3  |
|  | 7.   | Zakarpattja                  | 51 | 34 | 14 | 9  | 11 | 27 | 26 | +1  |
|  | 8.   | Krasyliv                     | 49 | 34 | 14 | 7  | 13 | 42 | 37 | +5  |
|  | 9.   | Arsenal Charkiv              | 46 | 34 | 13 | 7  | 14 | 38 | 42 | -4  |
|  | 10.  | Spartak Sumy                 | 45 | 34 | 13 | 6  | 15 | 34 | 40 | -6  |
|  | 11.  | Polіssja Žytomyr             | 43 | 34 | 12 | 7  | 15 | 30 | 38 | -8  |
|  | 12.  | Šachtar-2                    | 42 | 34 | 11 | 9  | 14 | 33 | 40 | -7  |
|  | 13.  | Karpaty-2                    | 41 | 34 | 10 | 11 | 13 | 34 | 38 | -4  |
|  | 14.  | CSKA Kiev                    | 41 | 34 | 10 | 11 | 13 | 33 | 38 | -5  |
|  | 15.  | Systema-Boreks               | 40 | 34 | 9  | 13 | 12 | 28 | 28 | 0   |
|  | 16.  | Vinnycja                     | 36 | 34 | 9  | 9  | 16 | 18 | 31 | -13 |
|  | 17.  | Prykarpat'e Ivano-Frankivs'k | 29 | 34 | 7  | 8  | 19 | 25 | 54 | -29 |
|  | 18.  | Sokil Lviv                   | 19 | 34 | 4  | 7  | 23 | 23 | 39 | -16 |

Legenda:
      Promossa in Vyšča Liha 2003-2004
      Retrocessa in Druha Liha 2003-2004
      Esclusa a campionato in corso.
Note:
Tre punti a vittoria, uno a pareggio, zero a sconfitta.